# Cadoiço

Cadoiço é uma aldeia portuguesa que pertence à União das Freguesias de Juncais, Vila Ruiva e Vila Soeiro do Chão (pertencia, antes da fusão de freguesias, à freguesia de Juncais), concelho de Fornos de Algodres, Distrito da Guarda.
Esta povoação foi anexada à freguesia de Juncais no ano de 1898.
A aldeia foi criada por agricultores há mais de 500 anos e dista cerca de 3 km da sede de freguesia (Juncais) e cerca de 5 km do Rio Mondego. 
A padroeira religiosa é Nossa Senhora das Preces que detém de capela própria construída no século XVII mesmo no centro da aldeia.

## Património religioso
- Capela de Nossa da Senhora das Preces[2]

## Agricultura e actividades comerciais/industriais
- Ovelhas - Rebanhos de ovelhas e cabras[carece de fontes?]
- Queijo da Serra - O leite dos rebanhos de ovelhas da região permite produzir queijo, o famoso Queijo da Serra[carece de fontes?]
- Materiais de construção - A empresa que se instalou na aldeia na década de 70 para produzir blocos de cimento, passou a dedicar-se ao comércio de todos os materiais de construção. Este comércio foi fundamental para a construção habitacional que se verificou na região nas décadas de 70, 80 e 90.[carece de fontes?]
- Lagar de Azeite - Esta unidade produz um excelente azeite da região. Trata-se do maior lagar de azeite dos concelhos de Fornos de Algodres, Celorico da Beira, Gouveia, entre outros.[carece de fontes?]

## Gastronomia
- Lagarada à moda do Cadoiço[3]